# Sylwia Matuszczyk
Sylwia Matuszczyk (* 11. Juni 1992 in Warschau oder Żory) ist eine polnische Handballspielerin.

## Karriere

### Im Verein
Sylwia Matuszczyk spielte zunächst bis 2015 für AZS Politechnika Koszalin und danach eine Saison für EB Start Elbląg. 2016 wechselte sie zu MKS Lublin. Mit Lublin konnte sie 2018, 2019 und 2020 die polnische Meisterschaft und 2018 den polnischen Pokal gewinnen. Zudem gewannen sie 2018 den EHF Challenge Cup. Ab 2020 spielte sie für JKS Jarosław. Im Sommer 2024 kehrte sie zu MKS Lublin zurück.

### In Auswahlmannschaften
Mit der polnischen Nationalmannschaft nahm sie an der Europameisterschaft 2018 teil. Weiter stand sie im Kader für die Weltmeisterschaft 2021 und erzielte dabei 11 Tore in 6 Spielen. Bei der Europameisterschaft 2022 belegte sie mit Polen den 13. Platz. Bei der Weltmeisterschaft 2023, bei der Polen den 16. Platz belegte, warf sie acht Tore.